# Sinotruk
«Sinotruk» — державна автомобілебудівна компанія, розташована в Гонконзі. Її материнська компанія, «China National Heavy Duty Truck Group Company Limited», є третім автоконцерном за величиною важких вантажівок виробника в КНР знаходиться в провінції Шаньдун.
«Sinotruk» виробляє вантажні автомобілі, сідлові тягачі, самоскиди, які використовуються в різних галузях, включаючи будівництво, контейнерні перевезення, гірничодобувна промисловість.
Крім важких вантажівок, Sinotruk виробляє під брендом Howo і малотоннажні комерційні автомобілі, а також пікапи, різну автоспецтехніку.
Компанія за 2009 рік компанія продала близько 125,000 важких вантажних автомобілів, що становить близько 20,1 відсотка ринку важких вантажівок в Китаї.
На міжнародному ринку «Sinotruk» є одним з найбільш успішних китайських виробників важких вантажівок. У 2012 році компанія продала 26 000 вантажних автомобілів на експорт. За даними на 2013 рік, у компанії відкрито шість власних представництв в світі.
У 2013 році Sinotruk став першим китайським виробником вантажівок, який відправив на експорт (Бразилія), вантажні автомобілі власного виробництва, що відповідають нормам Євро-5.

## Моделі
- Sinotruk Steyr з кабіною від вантажівок Steyr
- Sinotruk Howo з кабіною від Volvo FL
- Sinotruk Golden Prince з кабіною від MAN L2000
- Huanghe Commander середньотонажні вантажівки з кабіною від MAN L2000
- Sinotruk Hoka з кабіною від MAN F2000
- Sinotruk Hania з кабіною подібною на вантажівки Scania
- Sinotruk Ho Han з кабіною від Mercedes-Benz SK